# Judith Kern (Beachvolleyballspielerin)
Judith Kern (* 5. April 1969 in Berlin, heute Judith Kern-Olbrich) ist eine ehemalige deutsche Volleyball- und Beachvolleyballspielerin.

## Karriere
Judith Kern spielte in den 1990er Jahren Beachvolleyball auf nationalen und internationalen Turnieren. Mit Brigitte Lohse wurde sie 1993 Dritte bei der Deutschen Meisterschaft in Timmendorfer Strand. Ein Jahr später wurden Kern/Lohse sogar Deutscher Meister durch einen Sieg im Finale gegen Friedrichsen/Schmidt. Judith Kern war auch in der Halle beim TSV Rudow Berlin in der Ersten Bundesliga und beim TSV Spandau Berlin in der Zweiten Bundesliga aktiv.

## Privates
Heute ist Judith Kern-Olbrich Lehrerin an der Waldgrundschule Hohen Neuendorf bei Berlin. Sie ist verheiratet und hat eine Tochter.